# Henning Haahr Andersen
Henning Haahr Andersen (, ) é um matemático dinamarquês, especialista em grupos algébricos, álgebra de Lie, grupos quânticos e teoria de representação.
Andersen obteve um Ph.D. no Instituto de Tecnologia de Massachusetts em 1977, orientado por Steven Kleiman, com a tese On Schubert Varieties in G/B and Bott's Theorem.
Foi eleito fellow da American Mathematical Society em 2012.
Foi palestrante convidado do Congresso Internacional de Matemáticos em Zurique (1994: The Irreducible Characters for Semi-Simple Algebraic Groups and for Quantum Groups).